# Glyphodes dysallactalis
Glyphodes dysallactalis là một loài bướm đêm trong họ Crambidae.